# Metamorphosen der Gesellschaft

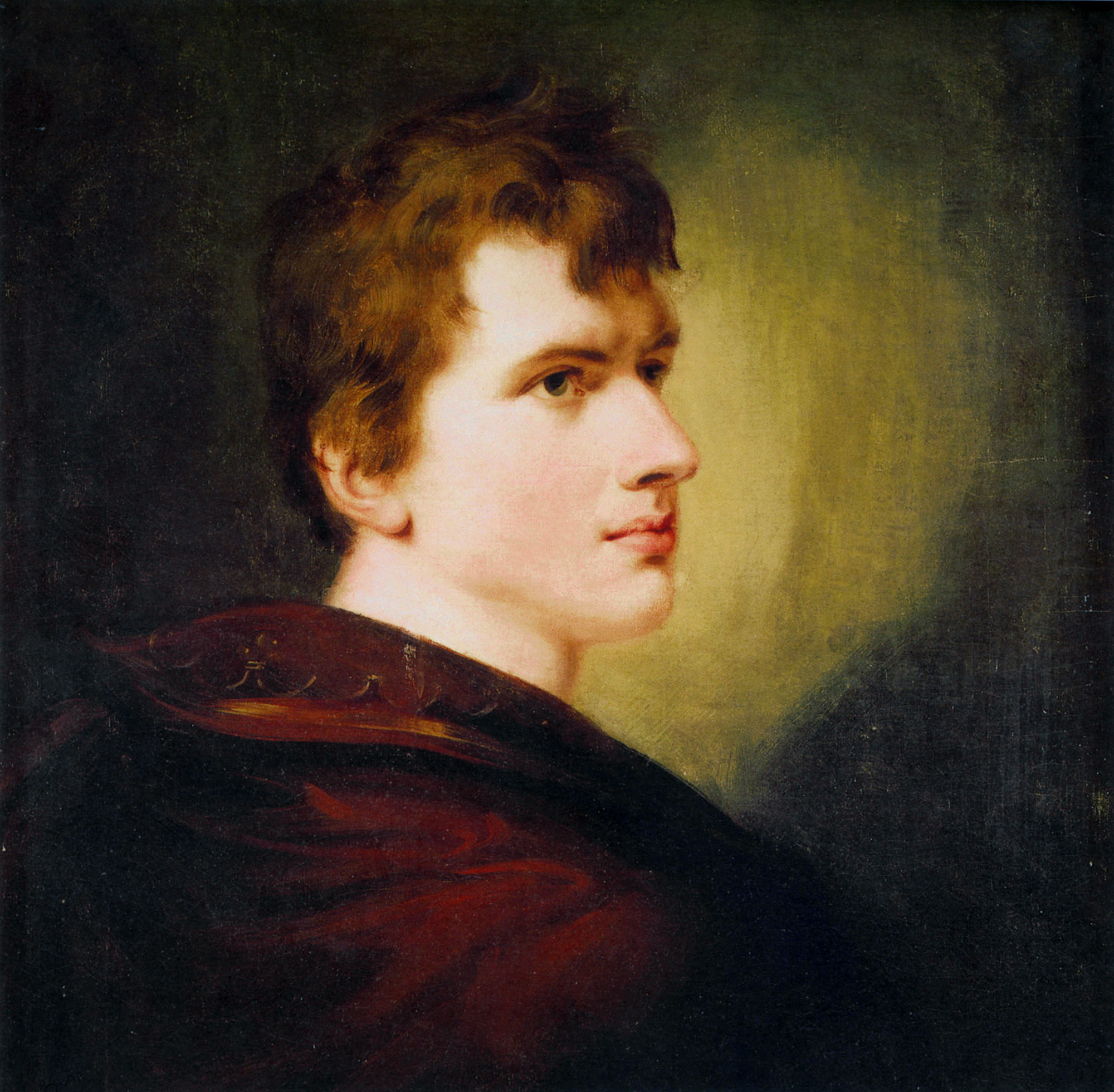
Achim von Arnim
(1781–1831)

Metamorphosen der Gesellschaft ist eine Novelle von Achim von Arnim, die 1823 entstand und 1826 als erster Beitrag des Zyklus „Landhausleben“ erschien.

## Titel, Zeit und Ort
Der alternde Rittmeister, die Hauptperson aus den „höheren Kreisen“, bezeichnet sich – vielleicht ein klein wenig im Scherz – als Philosoph. So lässt er sich weitschweifig über die „Krankheit des Zeitalters“ aus und erläutert ein Charakteristikum der Restauration – die „stete Metamorphose der Gesellschaft“. In dem ziemlich umfangreichen Text wird sehr wenig Handlung geboten. Vielmehr wird ein Bild der „geistigen Situation“ von dem Berlin des Jahres 1823 gemalt.

## Inhalt
Der junge Arthur, ein Neffe des Rittmeisters, nennt das 18. Jahrhundert, welches „die Philosophie und die Revolution geboren“, eine unselige Zeit. Doch die ist vorbei. Das „Gift der Revolution“ durchdringt die Menschen nicht mehr. Arthur erkennt das ökonomische Geschick des Onkels bei der Verwaltung der Ländereien der Familie an. Der Rittmeister lebt seit zwanzig Jahren getrennt von seiner frommen Ehefrau Miranda sowie der gemeinsamen Tochter Georgine und fragt sich: Sollte er den beiden zuliebe fromm werden? Die Antwort fällt schwer. Hat er doch über Frömmigkeit – diese „restaurierende Brühe für den Staat“ – des Öfteren gespöttelt und geschimpft. Aber der Rittmeister gesteht sich ein, er kann ohne Miranda nicht länger leben, weil er erst jetzt angefangen hat, sie zu lieben.
Vorübergehend war der Rittmeister früher einmal mit Erfolg Kriegsminister gewesen und hatte nebenher sogar Hasard gespielt. Zu seiner Überraschung wird er vom Fürsten infolge eines Missverständnisses zum Minister der geistlichen Aufklärung ernannt. Somit steht er dem obersten Bischof vor und muss nun junge Protestanten davon abhalten, katholisch zu werden. Der neue Minister nimmt die Ernennung hin. Er sagt sich: „Wer überhaupt kommandieren kann, muß alles kommandieren können.“ Als erste Amtshandlung verfeuert er im Kamin die Aktenstöße seines neunzigjährigen Vorgängers und schmeißt seine lüsternen französischen Bücher hinterdrein. Das Beste darin weiß er ohnehin auswendig.
Die fromme Miranda versteht die eigene Kehrtwende nicht. Auf einmal will sie ganz für ihren Gatten leben, will sich einem Manne „ergeben, der des Heiligsten spottet, ja mit unerhörter Gewalt es in sich zu vernichten trachtet, indem er erlogene Wunder andern aufbürdet und sich an ihrer Kurzsichtigkeit erfreut.“ Miranda meint einen Zwischenfall während ihres Gottesdienstes. Der Gatte hatte aus Versehen aus der Nachbarschaft einen Pistolenschuss auf das Gotteshaus abgefeuert. Die Folgen des Schusses wurden als jenes Wunder hingestellt. Miranda durchschaut die Vorgänge wohl. Trotzdem strebt die Frau mit Macht zurück in den Ehehafen.
Der Fürst verlobt Georgine mit seinem Geheimenrat Arthur, dass das Bestehen der Welt gesichert werde. Der neue Minister demaskiert sich auf einem Maskenball und verkündet der Gesellschaft seine bevorstehende Silberhochzeit mit Miranda. Die Wiedervermählten sagen allen Gute Nacht.

## Preußen
Die Novelle kann als Summa der Zeitkritik Arnims gelesen werden. Auf eine Vielzahl von Personen und Erscheinungen wird angespielt beziehungsweise eingegangen. So werden zum Beispiel der Neupietismus in Pommern und Berlin, der Spiritismus am Hofe Friedrich Wilhelms II. sowie der Einfluss von Joanna Southcott und auch Claus Harms erwähnt.
Mit dem „Propst“ ist vermutlich Johann Christoph von Woellner gemeint, mit dem „aufgeschwollenen Minister“ Hans Rudolf von Bischoffwerder und mit „Herrn von Haller“ Karl Ludwig von Haller.

## Zitate
- „Musik ist Erinnerung an die Urbewegung unserer Seele.“[11]
- „Frechheit ist es hauptsächlich, was wir Herrschenden durch diese Zeitgeschichte gewonnen haben.“[12]

## Selbstzeugnis
- In einem Brief vom 26. Dezember 1826 kritisiert Wilhelm Grimm die Novelle. Arnim antwortet am 4. Juni 1827: „…kein Wort darin ist leichtsinnig hingeschrieben…“.[13]

## Rezeption
- Arnim habe Kultur und Religion für Elemente des Staatswesens gehalten. Demnach geißele er in Form schier endloser kontroverser politischer Gespräche in der Erzählung die staatliche Zersplitterung.[14]
- Schulz nennt den Rittmeister einen liberalen Schriftsteller,[15] der ausgleichend wirken und somit Gewalt verhindern wolle.[16]

### Zitierte Textausgabe
- Achim von Arnim: Metamorphosen der Gesellschaft. Sonntagserzählung des Landpredigers. S. 227–328 in Karl-Heinz Hahn (Hrsg.): Ludwig Achim von Arnim: Werke in einem Band. 423 Seiten. Bibliothek deutscher Klassiker. Herausgegeben von den NFG. Aufbau-Verlag Berlin und Weimar 1981 (1. Aufl.)